# 波塔瓦托米點 (印地安納州)
波塔瓦托米點（英語：Potawatomi Point）是位於美國印地安納州卡斯縣的一個非建制地區。該地的面積和人口皆未知。

## 地理
波塔瓦托米點的座標為40°44′52″N 86°18′30″W / 40.74778°N 86.30833°W，而該地的平均海拔高度為188米（即617英尺）。